# Regió de Lima
Lima és una de les regions del Perú. Limita al nord amb la Regió d'Ancash, a l'est amb les regions de Huánuco, Pasco i Junín, al sud-est amb la Regió de Huancavelica, al sud amb la Regió d'Ica i a l'oest amb l'oceà Pacífic.

## Divisió administrativa
Es divideix en 9 províncies:
1. Província de Barranca
2. Província de Cajatambo
3. Província de Canta
4. Província de Cañete
5. Província de Huaral
6. Província de Huarochirí
7. Província de Huaura
8. Província de Oyón
9. Província de Yauyos